# Downtown (песня Lady Antebellum)
«Downtown» — песня американского кантри-трио Lady Antebellum. Она была выпущена 22 января 2013 года в качестве первого сингла их пятого студийного альбома Golden. Ведущую роль вокалиста в ней исполнила Хиллари Скотт. Песня была написана Люком Лэрдом, Шейном Маканелли и Натали Хемби. Изначально планировалось, что её запишет кантри-исполнительница Миранда Ламберт.

## Отзывы
Билли Дьюкс из Taste of Country дал песне четыре с половиной звезды из пяти, написав, что «гитарный рифф, датируемый 1962 годом, направляет песню и подталкивает группу в новом захватывающем направлении», и что «Хиллари Скотт никогда не звучала так, будто получала столько удовольствия от работы в студии, как в этой песне». Мэтт Бьорк из Roughstock дал песне четыре звезды из пяти, назвав её «вспышкой солнечного света, смешанной с цепляющей за ухо мелодией, в которой слышны слайд-гитары, и приятным звонким гитарным соло, уравновешенным несколькими слайд-гитарами».

## Музыкальное видео
Режиссёром музыкального клипа выступил Питер Завадил, а его партнёршей по сериалу «Две девицы на мели» на канале CBS стала американская актриса Бет Берс. Премьера клипа состоялась на канале E! News 6 марта 2013 года.

## Позиции в чартах
«Downtown» дебютировал на 25-м месте в чарте Billboard Country Airplay в неделю с 9 февраля 2013 года, что делает этот дебют самым высоким в чартах за всю их карьеру на тот день. Он также дебютировал на 42 месте в американском чарте Billboard Hot Country Songs за неделю 9 февраля 2013 года. Он также дебютировал на 32 месте в канадском Canadian Hot 100 и на 45 месте в американском чарте Billboard Hot 100 за неделю 23 февраля 2013 года. Он также дебютировал на 96 месте в южнокорейском чарте Gaon GAON за неделю 21 апреля 2013 года.

| Чарт (2013)                         | Высшая позиция |
| ----------------------------------- | -------------- |
| Канада (Billboard Canadian Hot 100) | 26             |
| Канада (Billboard AC)               | 31             |
| Канада (Billboard Country)          | 1              |
| Япония (Billboard Japan Hot 100)    | 98             |
| Республика Корея (GAON)             | 60             |
| США (Billboard Hot 100)             | 29             |
| США (Billboard Country Airplay)     | 1              |
| США (Billboard Hot Country Songs)   | 2              |

| Чарт (2013)                        | Позиция |
| ---------------------------------- | ------- |
| Канада (Canadian Hot 100)          | 90      |
| США (Billboard Hot 100             | 93      |
| США (Country Airplay, Billboard)   | 33      |
| США (Hot Country Songs, Billboard) | 18      |